# يوزيف غيرا
يوزيف غيرا هو طبيب وسياسي مجري، ولد في 24 أكتوبر 1896 في Makó ‏ في المجر، وتوفي في 12 مارس 1946 في بودابست في المجر بسبب شنق. نشط حزبياً في حزب الصليب السهم.